# Ollon
Ollon este un oraș în Elveția.